# Adorf, Vogtland
Adorf (phát âm tiếng Đức: [ˈadɔʁf]) là một đô thị ở huyện Vogtland về phía tây nam của bang tự do Sachsen, Đức. Đô thị Adorf, Vogtland có diện tích kilômét vuông, dân số thời điểm ngày 31 tháng 12 năm 2019 là 4844 người.